# Nida Blanca
Nida Blanca, geboren als Dorothy Acueza Jones, (Gapan, 6 januari 1936 - San Juan, 7 november 2001) was een Filipijns actrice. Blanca speelde in zeker 163 films en 14 televisieproducties. Voor haar werk als actrice ontving ze vele film en televiesonderscheidingen, waaronder een FAMAS Livetime Achievement Award in 1997. Blanca kwam op 65-jarige leeftijd om het leven toen ze op een parkeerplaats in San Juan werd neergestoken.

## Dood
Op 7 november 2001 werd Blanca dood aangetroffen op de achterbank van haar auto in een parkeergarage in San Juan City. Ze was mishandeld en met 13 messteken om het leven gebracht. De belangrijkste verdachte van de moord was haar echtgenoot, de Amerikaanse acteur en zanger Rod Lauren. Hij zou iemand hebben ingehuurd om Nida om te brengen. Dit was gebaseerd op verklaringen van Philip Medel, die zich op 19 november 2001 meldde bij de politie en verklaarde dat hij door Lauren was ingehuurd om Blanca te vermoorden. Enkele dagen later trok hij de verklaring echter weer in en beweerde hij dat de politie hem tot de bekentenis had gedwongen door hem te martelen.
Lauren bleef desondanks een van de belangrijkste verdachten in de moordzaak. In 2003 werd hij aangeklaagd voor de moord. Hij bevond zich toen echter al in de Verenigde Staten. Hij werd gearresteerd maar het verzoek tot uitlevering werd door een Amerikaanse rechtbank afgewezen. In 2007 pleegde Lauren zelfmoord door van een balkon van een hotel in Tracy te springen.